# Józef Mierzyński
Józef Mierzyński (ur. 27 marca 1906 w Starosielcach, zm. 30 maja 1942 w Łodzi) – przedwojenny zawodowy sierżant (kierowca) Wojska Polskiego w jednostce w Zgierzu. Za zabicie przez niego dwóch gestapowców Niemcy rozstrzelali w odwecie 100 Polaków w publicznej egzekucji w Zgierzu 20 marca 1942 roku.

## Życiorys
Mierzyński pojawił się w Zgierzu w październiku 1937 r. wraz ze swoją jednostką – 10. Batalionem Pancernym, który został przeniesiony do tego miasta z Łodzi. Zamieszkał wraz z rodziną (żona Joanna i 7-letni syn) w narożnej kamienicy przy ul. Długiej 54.
W okresie okupacji niemieckiej był ponoć związany z polską konspiracją na terenie Łodzi; najprawdopodobniej z Armią Krajową. W 1941 r. rodzina Mierzyńskich przeniosła się do Łodzi, gdzie zamieszkała przy ul. Sępiej 9.
W trakcie rozpracowywania polskiego podziemia w Łodzi i okręgu łódzkim został aresztowany przez funkcjonariuszy z łódzkiego Gestapo. Podczas śledztwa przyznał się do posiadania i ukrycia broni (prawdopodobnie czterech pistoletów) w poprzednim miejscu swojego zamieszkania w Zgierzu. 6 marca 1942 r. został zawieziony przez dwóch gestapowców (sekr. kryminalnego Ericha Torno i tłumacza, zgierskiego volksdeutscha, Friedricha Lutze) do Zgierza w celu wydobycia ze skrytki broni. W tym celu poprosił o rozkucie go. Wydobywając broń, odbezpieczył jeden z pistoletów, kilkoma strzałami zabił obu gestapowców i uciekł. Najpierw przyjechał do Łodzi, gdzie ukrywał się u znajomych. Po kilku dniach, wyposażony w fałszywe dokumenty, dostał się do Generalnego Gubernatorstwa, gdzie najpierw zamieszkał w Ręcznie, a następnie w Będkowie, pow. Tomaszów Mazowiecki.
W ramach działań odwetowych za zamordowanie przez niego funkcjonariuszy gestapo władze okupacyjne dokonały niezwłocznie masowych aresztowań, w dużym stopniu w kręgu przedwojennych oficerów Wojska Polskiego. Kolejnym etapem represji odwetowej była publiczna egzekucja na ówczesnym Placu Stodół w Zgierzu (obecnie Plac Stu Straconych w Zgierzu). 20 marca 1942 roku stracono tam 100 Polaków (96 mężczyzn i 4 kobiety), po 50 za każdego zabitego gestapowca. Wśród straconych była również żona Józefa Mierzyńskiego Joanna. On sam był poszukiwany listem gończym z nagrodą w wysokości 5000 marek.
Ponownie został aresztowany 23 maja 1942 roku w Będkowie (pow. Tomaszów Maz.) przez żandarmów z Koluszek na skutek doniesienia konfidenta, agronoma z Łaznowa, o nazwisku Sajduda. Następnego dnia został przewieziony do Łodzi. Jego proces przed Sądem Specjalnym w Łodzi miał miejsce 29 maja, a 30 maja o godz. 9.00 został stracony przez powieszenie w więzieniu przy obecnej ul. M. Kopernika 29 w Łodzi.